# Kellys Island
Kellys Island is een onbewoond eiland van 1,9 km² dat deel uitmaakt van de Canadese provincie Newfoundland en Labrador. Het ligt in Conception Bay aan de oostkust van Newfoundland.

## Geografie
Kellys Island is 2,1 km lang en heeft een maximale breedte van 1,2 km. Het eiland ligt in het zuidelijke deel van Conception Bay, een grote baai van het zuidelijke schiereiland Avalon. Kellys Island is het op een na grootste eiland van de eilandarme baai – na het veel grotere Bell Island. Het ligt 3 km ten noorden van Conception Bay South, een gemeente die deel uitmaakt van de Metropoolregio St. John's. Vlak bij Kellys Island ligt Little Bell Island.